# José Tomás
José Tomás Román Martín (Galapagar, Madrid, 20 de agosto de 1975) es un torero  español conocido como José Tomás en los carteles taurinos.
Su rodaje como novillero se dio en México, a donde tuvo que marchar por las pocas oportunidades que tenía en España. Tomó la alternativa en 1995 y, ya como matador de toros, triunfó en la mayoría de las plazas más importantes, como Las Ventas de Madrid, donde ha abierto en siete ocasiones su Puerta Grande.
En poco tiempo, se convirtió en una de las máximas figuras de su época, rivalizando con otros diestros como Enrique Ponce, El Juli, Morante de la Puebla y desplegando una tauromaquia basada en el valor, la quietud, la cercanía con el toro y unas excelentes aptitudes para el toreo al natural.
Torero controvertido y caracterizado por un gran hermetismo, decidió retirarse sin dar explicaciones en 2002 para reaparecer con éxito en 2007 en la Monumental de Barcelona, considerada su plaza talismán. Desde entonces, ha habido gran expectación en cada una de sus escasas apariciones, que se han saldado con numerosos triunfos no exentos de espectaculares cogidas.

## Inicios y años de novillero
Hijo de Isabel y José Tomás, es el mayor de cuatro hermanos. Su afición por la tauromaquia se la inculcó su abuelo Celestino Román, con él y con un amigo de su abuelo asistía desde niño a las corridas de toros en el coso madrileño de Las Ventas.
Comenzó a torear muy joven en España: mató su primera becerra a los 11 años, su primera actuación en público se produjo el 25 de julio de 1989 en Colmenarejo y se vistió de luces por primera vez en una novillada en Valdemorillo el 7 de febrero de 1991, en las fiestas locales organizadas por el alcalde José Partida. Conoció muy pronto la dureza de la profesión, y hasta que decidió dedicarse a ella, durante algunos años la compaginó con la práctica del fútbol en el equipo de Galapagar.
Sobrino-nieto del ganadero Victorino Martín, fue su hijo quien presentó a la familia a Antonio Corbacho, ex novillero y banderillero, que fue el encargado de guiar a José Tomás en sus primeros años, formándole en lo taurino y en lo físico, y transmitiéndole una enseñanza ética que influiría mucho en el torero. Debutó con picadores en Benidorm el 24 de julio de 1993 durante el transcurso de un certamen de novilleros que retransmitió Antena 3. Cortó dos orejas y se clasificó para la final, pero como apenas disfrutó de más oportunidades ese año tuvo que marchar a México para poder torear con regularidad sin tener que pagar por hacerlo. En principio iba para participar en tres novilladas y, como triunfó, se quedó casi toda la temporada, toreando en 26 festejos en total, lo que le permitió formarse como torero.
En 1995 se puso en manos de Santiago López y Emilio Miranda, pareja mucho más conocedora de los entresijos del mundo taurino en España que su anterior apoderado. Ese año José Tomás toreó en 54 novilladas, incluyendo una salida a hombros por la puerta grande en Madrid el 24 de septiembre de 1995.

## Matador de toros

### Alternativa y temporada 1996
Recibió la alternativa el 10 de diciembre de 1995 en la Plaza México de manos de Jorge Gutiérrez en sustitución de David Silveti, quien fue elegido por José para ser su padrino en un festejo que también marcaría la despedida del diestro mexicano, pero que se vio imposibilitado a torear por orden médica; y con Manuel Mejía como testigo. Dio una vuelta al ruedo en su primer toro, "Mariachi", de la ganadería de Xajay y fue cogido por el segundo, aunque las heridas recibidas no fueron de gran importancia. Aún en tierras mexicanas, el 18 de enero de 1996 sufrió una grave cornada en la plaza de Autlán de la Grana (Jalisco) que le provocó una gran hemorragia, teniendo que recibir varias transfusiones.
Recuperado del percance, y sin apenas rodaje por otras plazas, confirmó su alternativa en Madrid el 14 de mayo de 1996, de manos de José Ortega Cano y en presencia de Jesulín de Ubrique. Fue ovacionado por la faena que le hizo al toro "Jumito", de Jandilla, que le cedió Ortega Cano y le cortó la oreja al que cerró la tarde.
Salió a hombros por primera vez como matador de toros el 8 de junio en la Plaza de toros de Granada, la misma en la que se había producido su debut en España el 7 de abril. Esa tarde de junio compartió cartel por primera vez con Enrique Ponce, con quien mantendría una fuerte rivalidad durante las temporadas siguientes.
Su primera temporada, que normalmente se caracteriza por la dificultad que tienen los toreros para hacerse un hueco en el escalafón, estuvo marcada por su deseo de dar prioridad a la calidad frente a la cantidad, y terminó con un total de 35 corridas, rechazando actuar en plazas portátiles y estando presente en ferias como las de Madrid (dos corridas), Córdoba, Granada, Algeciras, Pamplona (donde llegó de sustituto y le cortó una oreja a un toro de Cebada Gago), Ávila (dos orejas), Santander, Linares, Valladolid (dos corridas en las que cortó tres orejas y una oreja), Logroño (dos corridas), Valencia (una oreja) y Zaragoza (dos corridas, cortando una oreja en la segunda de ellas).
Diversas crónicas a lo largo del año lo presentaron como un diestro distinto, que practicaba un toreo que poco tenía que ver con el de la mayoría de sus compañeros.

### El «torero de Madrid»

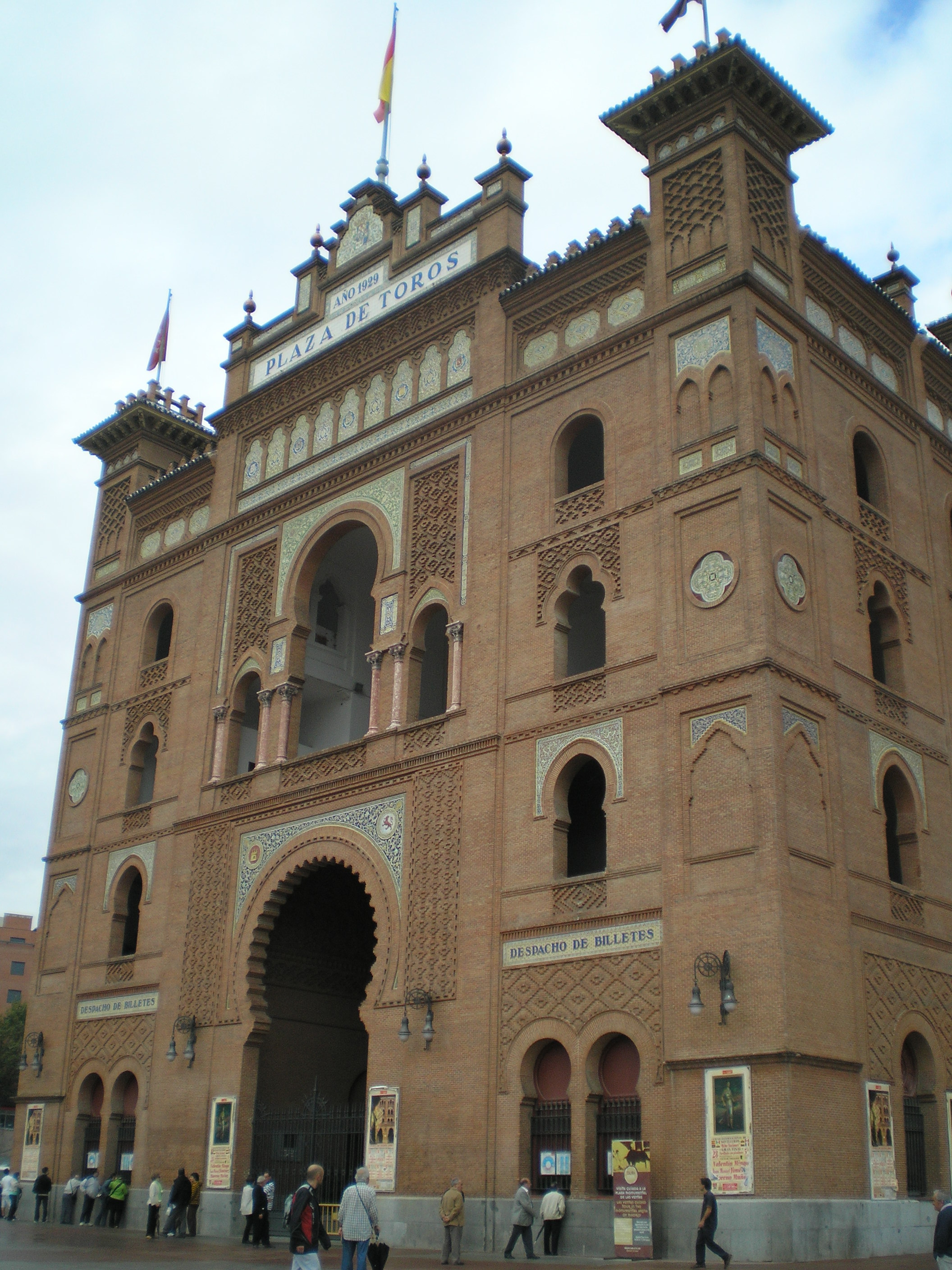
En ocho ocasiones ha abierto José Tomás la Puerta Grande de Las Ventas: una como novillero y siete como matador de toros.

José Tomás se consagró rápidamente como una de las máximas figuras del toreo, siendo especialmente apreciado por la afición madrileña, gracias a tardes como la del 27 de mayo de 1997 en Las Ventas, en la que le cortó las dos orejas a un toro de Alcurrucén, merced a una faena basada en la mano izquierda sobre la que el crítico Joaquín Vidal escribió:

Llegó José Tomás, se echó la muleta a la izquierda y acabó con el cuadro. Quiere decirse que se terminó la presente historia. La hegemonía de los pegapases y sus derechazos pasó a mejor vida. [...] Llegó José Tomás; y, desde entonces, tienen un antes y un después la feria y la fiesta.
El País, 28-05-1997.

En la temporada siguiente cortó una oreja en la corrida goyesca del 2 de mayo, otra el día de San Isidro, y salió por la puerta grande tras la corrida de la Prensa del 28 de mayo al desorejar a un toro de El Torreón, recibiendo grandes elogios de toda la prensa taurina.
En 1999 se proclamó triunfador por tercer año consecutivo de la Feria de San Isidro. En la primera de sus tres comparecencias, el 18 de mayo, salió por la puerta grande tras cortar una oreja a cada uno de sus toros y Vidal escribió:

Se cumplieron las previsiones: José Tomás iba a ser el triunfador, y triunfó; José Tomás iba a barrer con todos, y barrió; José Tomás se iba a jugar el todo por el todo, y se la jugó. [...] José Tomás es hoy quien manda en España. Estaba el rey viendo el acontecimiento desde una barrera pero como iba de incógnito no reivindicó sus derechos y aplaudía también.
El País, 19-05-1999.

El 26 de mayo, con una oreja como único trofeo, no repitió salida a hombros, pero la importancia de su faena es recogida en El Cossío del siguiente modo:

Se escribe una página gloriosa en la historia del toreo y en la de la plaza de Madrid. Es una tarde antológica. Todo queda grabado en la mente de los allí presentes y no se cortan cuatro orejas por el fallo con la espada. Nadie puede entender cómo un hombre es capaz de semejante belleza.
Cossío. Los Toros.

En su tercera tarde fue cogido sin grandes consecuencias y tuvo una actuación discreta, aunque volvió a torear en Madrid el 17 de junio en la Corrida de la Beneficencia, saliendo una vez más por la puerta grande al cortar tres orejas.

### Temporada 1997
Al margen de Madrid, durante el año 1997 se anunció su presencia en muchas de las principales plazas de España y Francia y, aunque en las primeras ferias de la temporada no participó en las corridas más importantes, finalmente acabó compartiendo cartel con los toreros más prestigiosos del momento, como Joselito y Enrique Ponce.
Además del gran triunfo conseguido en Madrid, en la primera parte de la temporada tuvo destacadas actuaciones en sitios como Algeciras (oreja y oreja), Valencia (oreja y oreja), Toledo (tres orejas) y Granada (oreja y oreja). No obstante, no pudo aprovechar del todo su tirón, pues una cornada recibida a los pocos días en la misma plaza durante la Corrida de la Prensa hizo que estuviese parado buena parte del mes de junio. Durante el verano tuvo algunas flojas actuaciones pero, a pesar de su irregularidad con la espada, también logró triunfos en Badajoz (dos orejas), Alicante (cuatro orejas), Santander (dos orejas), Pontevedra (dos orejas),  Gijón (dos orejas), Málaga (oreja y oreja), Palencia (oreja y oreja) y Guadalajara (dos orejas). Tuvo un buen final de temporada, exceptuando algunas tardes, como dos apariciones en Zaragoza que minaron mucho su ánimo. Fue el año de su carrera en el que más toreó: 79 corridas.

### Temporada 1998. Cambio de apoderado

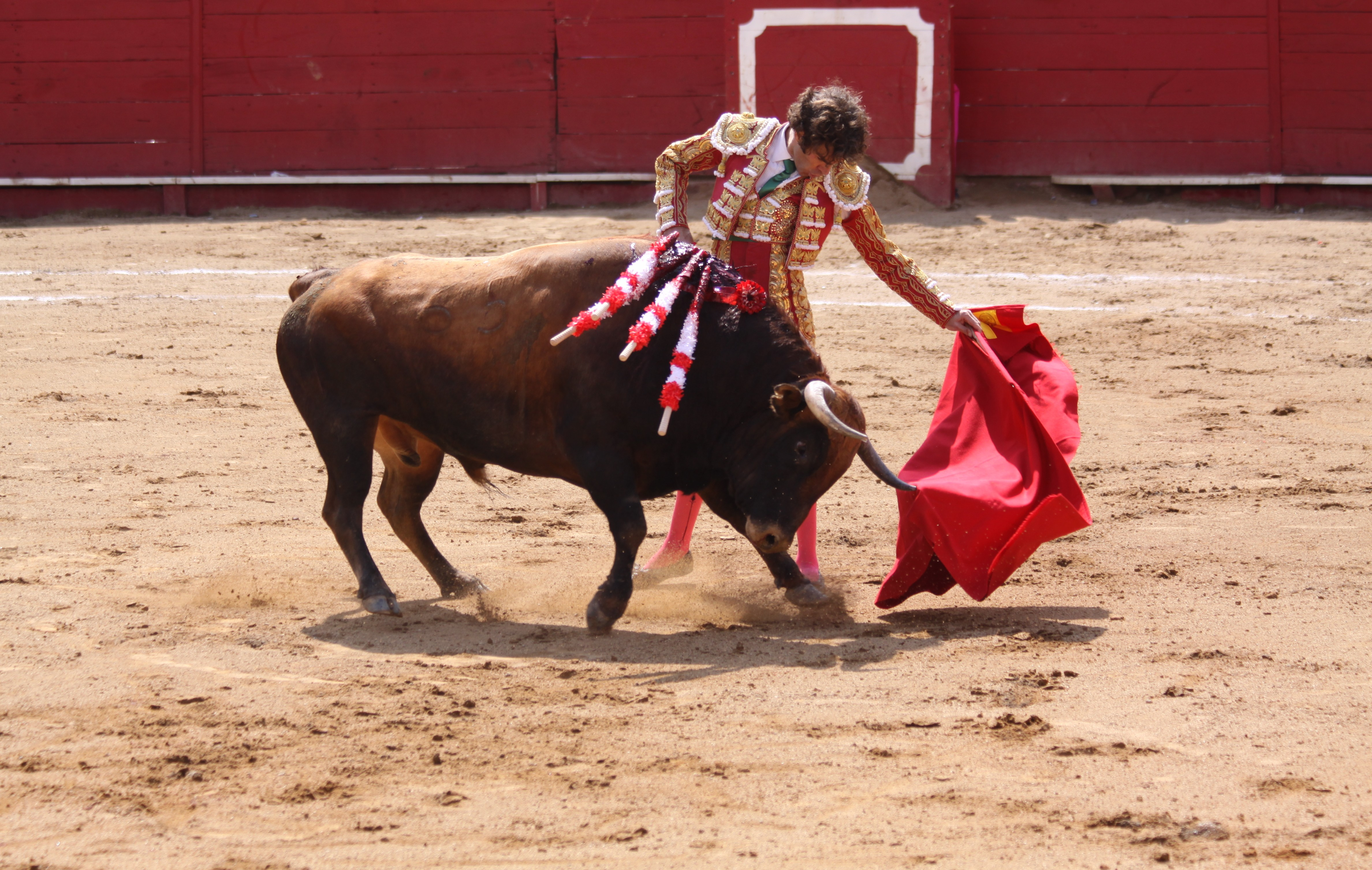
José Tomás toreando al natural. El toreo con la mano izquierda es una de sus mayores cualidades.

De sus actuaciones en 1998 fuera de Madrid cabe destacar las salidas a hombros de plazas como las de Barcelona (dos orejas), Cáceres (dos orejas), Granada (dos orejas), Toledo (cuatro orejas), Badajoz (dos orejas), Segovia (oreja y oreja), Algeciras (dos orejas), Pamplona (dos orejas), Pontevedra (dos orejas), y Bayona (oreja y oreja); el rabo que cortó en Leganés ante Joselito, Rivera Ordóñez y Ponce, y la racha de triunfos que comenzó a finales de agosto, con dos actuaciones en Málaga (tres orejas y dos orejas), otras dos en Almería (oreja y dos orejas), San Sebastián de los Reyes (dos orejas), Linares (cuatro orejas y dos rabos), la corrida goyesca de Ronda (dos orejas) y Palencia (dos orejas y rabo). Sin embargo, tuvo un bajón en el final de la temporada, en el que el mundo taurino estaba más pendiente de la irrupción de El Juli. A lo largo del año hizo 72 paseíllos, 22 de ellos junto a Enrique Ponce.
José Tomás estaba en tan solo tres temporadas en lo más alto del panorama taurino, pero había terminado 1998 en carteles de menor nivel que en la primera parte del año. Disgustado con cómo estaba haciendo las cosas el equipo de apoderamiento que tenía desde su etapa de novillero, rompió su relación con ellos en el mes de noviembre. Rechazó una oferta de los hermanos Lozano, empresarios de Las Ventas, en lo que estaba siendo el comienzo de sus disputas con las grandes empresas, y nombró como nuevo apoderado a Enrique Martín Arranz, empresario independiente que tenía muchos enemigos en el mundo del toro.

### Temporada 1999
A diferencia de campañas anteriores, José Tomás viajó a América a finales de 1998, toreando un par de ocasiones en la Plaza de Acho y en la Plaza México, siendo sus actuaciones relativamente discretas. Pese a haberse formado en México, el diestro no tenía allí el mismo tirón que otros toreros como Enrique Ponce y El Juli. Ya en 1999, estos dos matadores compartieron cartel a lo largo de la temporada en 56 ocasiones, llegando a hablarse de la existencia de un pacto para dejar fuera de los carteles principales de las ferias a José Tomás, quien llegó a declarar al diario ABC que Ponce no quería torear con él. Ambas cosas fueron desmentidas, pero en cualquier caso la batalla que se estaba produciendo en los despachos acabó con que Ponce y José Tomás solo se enfrentasen a lo largo del año en 9 tardes.
El Domingo de Resurrección de este año, en compañía de Curro Romero y Espartaco, se produjo el debut de José Tomás en la Real Maestranza de Sevilla, donde cortó una oreja en una de las dos tardes que toreó en la Feria de Abril. Sus grandes actuaciones a lo largo de esa temporada no se limitaron a la plaza de Las Ventas, ya que lidió en tres ocasiones en la Plaza de toros Monumental de Barcelona, con gran afluencia de público, cortando un total de once orejas y, además, salió a hombros de otras muchas plazas, como las de Alicante (oreja y oreja), León (dos orejas), Algeciras (dos orejas y rabo), Santander (dos orejas), Huelva (tres orejas), El Puerto de Santa María (dos orejas en dos tardes), La Coruña (dos orejas, oreja y oreja), El Escorial (cuatro orejas y rabo), San Sebastián (dos orejas), Gijón (dos orejas), Dax (oreja y oreja), Bayona (tres orejas), Almería (cuatro orejas), San Sebastián de los Reyes (cuatro orejas, y cuatro orejas y rabo en dos tardes), Ronda (dos orejas en la corrida goyesca), Salamanca (cuatro orejas) y Valladolid (cuatro orejas). Cabe decir, en lo negativo, que no estuvo bien en Pamplona ni en Nimes, donde fue abroncado. Sumó 65 festejos, cortando en total 105 orejas y 5 rabos.

### Polémica relación con los medios de comunicación. Temporada 2000

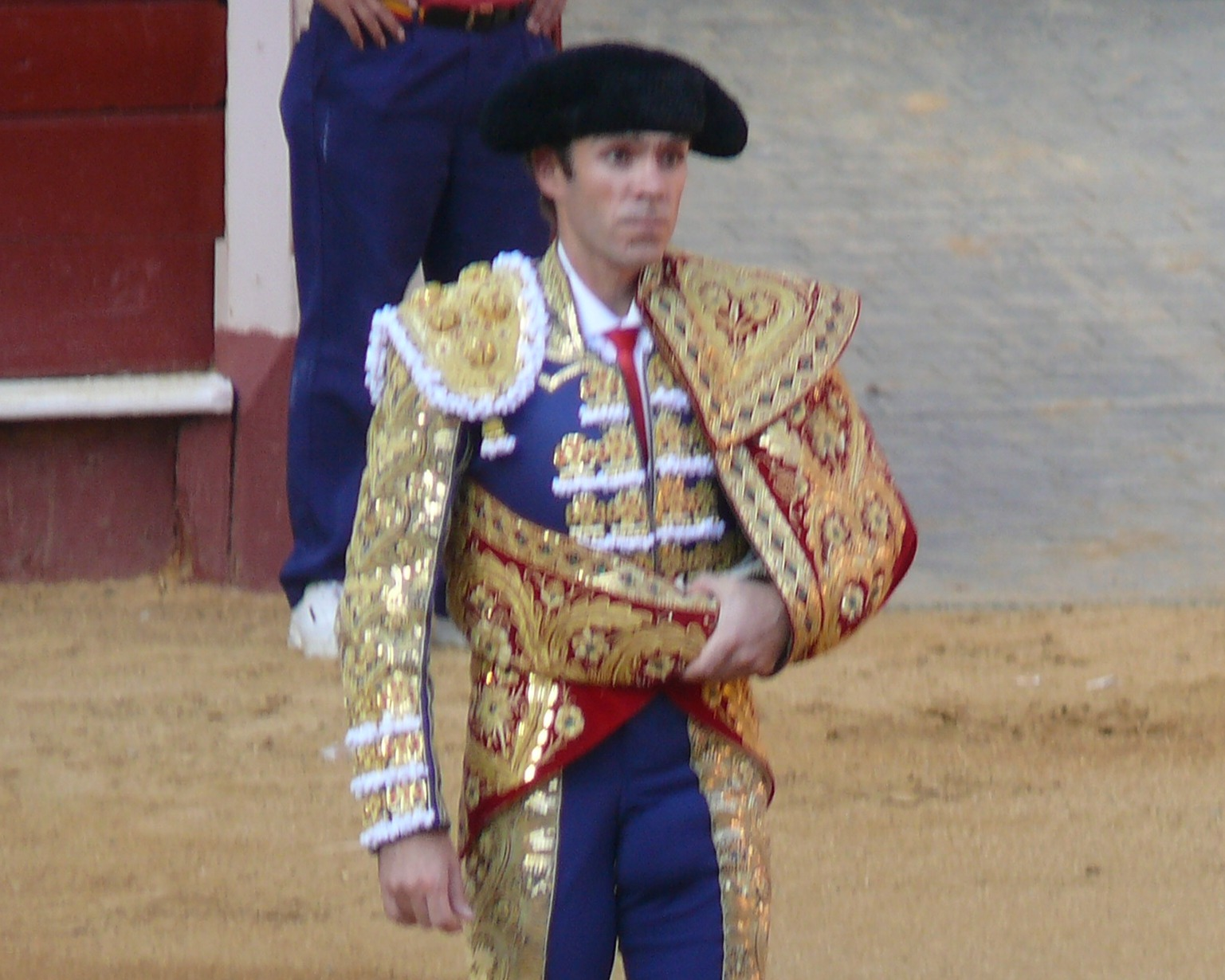
Paseíllo de José Tomás. El torero ha participado en más de 500 festejos a lo largo de su carrera.

A finales de 1998, diversos toreros, entre los que se encontraba José Tomás, comenzaron a hacer presión para que sus derechos de imagen fuesen negociados por ellos directamente con las televisiones y no por los empresarios de las plazas. El tema volvió a plantearse durante el invierno de 1999 a 2000, pero se quedaron solos en la lucha Joselito y José Tomás, ambos apoderados por Martín Arranz.
En 1999, aunque fue televisado en alguna ocasión, José Tomás ya había renunciado a torear en Bilbao porque se televisaban las corridas. Decidió seguir la misma estrategia el año siguiente y las empresas fuertes optaron por cumplir los contratos de televisión antes que contar con él para la confección de los carteles y, así, el diestro estuvo ausente de las ferias de Valencia, Sevilla, Madrid y Pamplona.
Por otro lado, en el mes de julio su jefe de prensa anunció que el diestro no haría declaraciones a los medios de comunicación, decisión que le valió la enemistad de muchos profesionales y que se ha mantenido, con contadas excepciones, hasta la actualidad.
En cuanto a sus apariciones en los ruedos, una grave cornada recibida a principios de la temporada en la Plaza de toros de la Misericordia de Zaragoza, la única plaza española de primera categoría junto a la de Vista Alegre de Bilbao en la que no ha logrado salir a hombros, le mantuvo en reposo durante casi un mes. Reapareció el 7 de mayo cortando dos orejas en la Monumental de Barcelona, de donde volvería a salir a hombros tres veces más a lo largo del año (tres orejas, cinco orejas, y cuatro orejas y rabo). José Tomás siguió mostrando un toreo de alto nivel y una importante regularidad en sus actuaciones, merced a lo cual se sucedieron otros triunfos como los obtenidos en Jerez (tres orejas), Vistalegre (dos orejas), Córdoba (dos orejas), Nimes (dos orejas), Alicante (dos orejas), Granada (tres orejas), León (dos orejas), Burgos (dos orejas), Santander (oreja y oreja), Huelva (oreja y oreja), El Puerto de Santa María (cuatro orejas y dos orejas en dos tardes), Gijón (tres orejas), Béziers (dos orejas), San Sebastián (oreja y oreja), Bayona (oreja y oreja), Málaga (dos orejas en dos tardes), Dax (dos orejas y tres orejas en dos tardes), Almería (dos orejas, y oreja y oreja en dos actuaciones), Murcia (dos orejas), Albacete (dos orejas) y Valladolid (dos orejas).
Al final de la temporada sorprendió que se dejara un toro vivo en la feria de Salamanca, toda vez que se desentendió del mismo en vez de optar por el descabello cuando se encontraba agonizante y ya había sonado el segundo aviso. Aunque le cortó una oreja a su segundo toro, no dejó de sentir el ambiente hostil del público el resto de la tarde. Además, fue un año accidentado para el diestro, pues al incidente de Zaragoza habría que sumar las cogidas que tuvo en el verano en Algeciras y Linares, por las que se perdió algunas corridas que tenía contratadas, y la cornada que sufrió en Salamanca al día siguiente de su polémica, que le obligó a cortar la temporada.
No obstante, el fenómeno conocido como tomismo o tomatosis continuó creciendo y, aunque el torero estuviera ausente de los grandes acontecimientos, los aficionados siguieron acudiendo en gran número a verle torear, algo que en esta temporada hizo un total de 55 tardes, 37 de ellas junto a Joselito, en las que cortó 95 orejas y un rabo.

### Temporada 2001: éxito en Sevilla y fracaso en Madrid

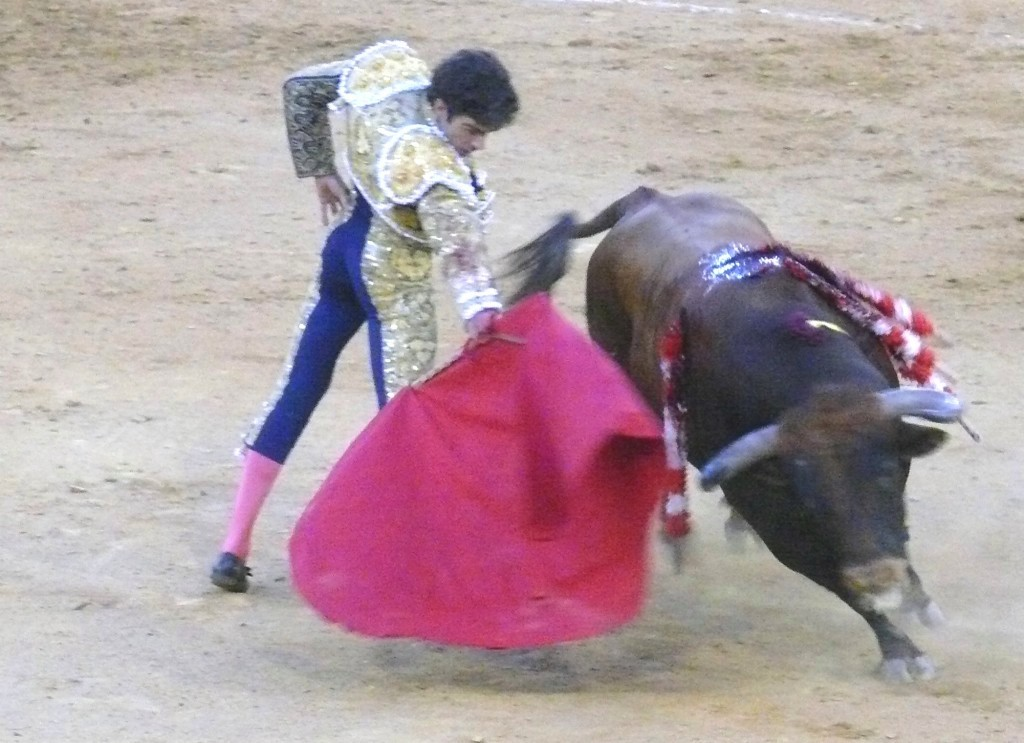
Derechazo de José Tomás.

Al finalizar la tensa temporada anterior, José Tomás quiso alejarse de la presión del mundo de los toros, y se compró un chalet en Estepona, donde continúa residiendo en la actualidad, y donde conoció a su novia y se le pudo ver con un aspecto descuidado durante el invierno.
En 2001 flexibilizó su postura en el tema televisivo y regresó a Sevilla y a Madrid, toreando tres tardes en la primera, una de ellas con la presencia de cámaras, y dos en la segunda, una de ellas también televisada. Sin embargo, no apareció en los carteles de las otras ferias que se televisaban: Fallas, Pamplona y Bilbao.
El diestro manifestó su deseo de torear menos corridas durante ese año y no arrancó la temporada hasta el 15 de abril, domingo de Resurrección, jornada en la que salió a hombros por la puerta del Príncipe de La Maestranza de Sevilla después de cortar tres orejas, conquistando así otra de las plazas más exigentes. Por octava vez consecutiva, el 22 de abril se ganó abrir la puerta grande de la Monumental de Barcelona tras cortar dos orejas, aunque su triunfo no fue rotundo y se negó a salir a hombros. En su tercera comparecencia de la temporada, seis días después en Sevilla, en plena Feria de Abril, volvió a cortar tres orejas, para dos días después repetir actuación en la misma plaza, cortando otra oreja pero resultando herido.
Muy diferente fue su paso por Las Ventas. En su primera tarde no triunfó, y en la segunda, el 1 de junio, cosechó el mayor fracaso de su carrera al dejarse vivo un toro de Adolfo Martín, recibiendo una sonora bronca de la afición que en tantas ocasiones le había ovacionado y siendo despedido con lanzamiento de almohadillas. Después de mostrarse por debajo de las condiciones de su oponente, y tras numerosos pinchazos y descabellos, José Tomás se apartó del toro esperando a que sonasen los tres avisos, actitud por la que la Comunidad de Madrid le abrió un expediente sancionador.
Sí logró triunfos en la primera mitad de la temporada en las plazas de Jerez (dos orejas), Barcelona (donde de nuevo logró dos orejas), Ávila (oreja y oreja), Granada (dos tardes en las que cortó oreja y oreja, y tres orejas), León (cuatro orejas) y Badajoz (oreja y oreja). El 25 de julio en Santander se lesionó gravemente el brazo derecho, lo que le mantuvo alejado de los ruedos hasta el 29 de agosto, día en que reapareció en Linares adjudicándose el trofeo «Manolete». Antes de finalizar la temporada con 36 corridas y 52 orejas, consiguió triunfar en la corrida goyesca de Ronda (cuatro orejas), Murcia (dos orejas), Valladolid (oreja y oreja) y Barcelona (dos orejas).
Después de dos temporadas sin hacerlo, toreó en importantes plazas americanas, obteniendo pocos trofeos y sin estar presente en la Plaza México.

### Temporada 2002 y retirada

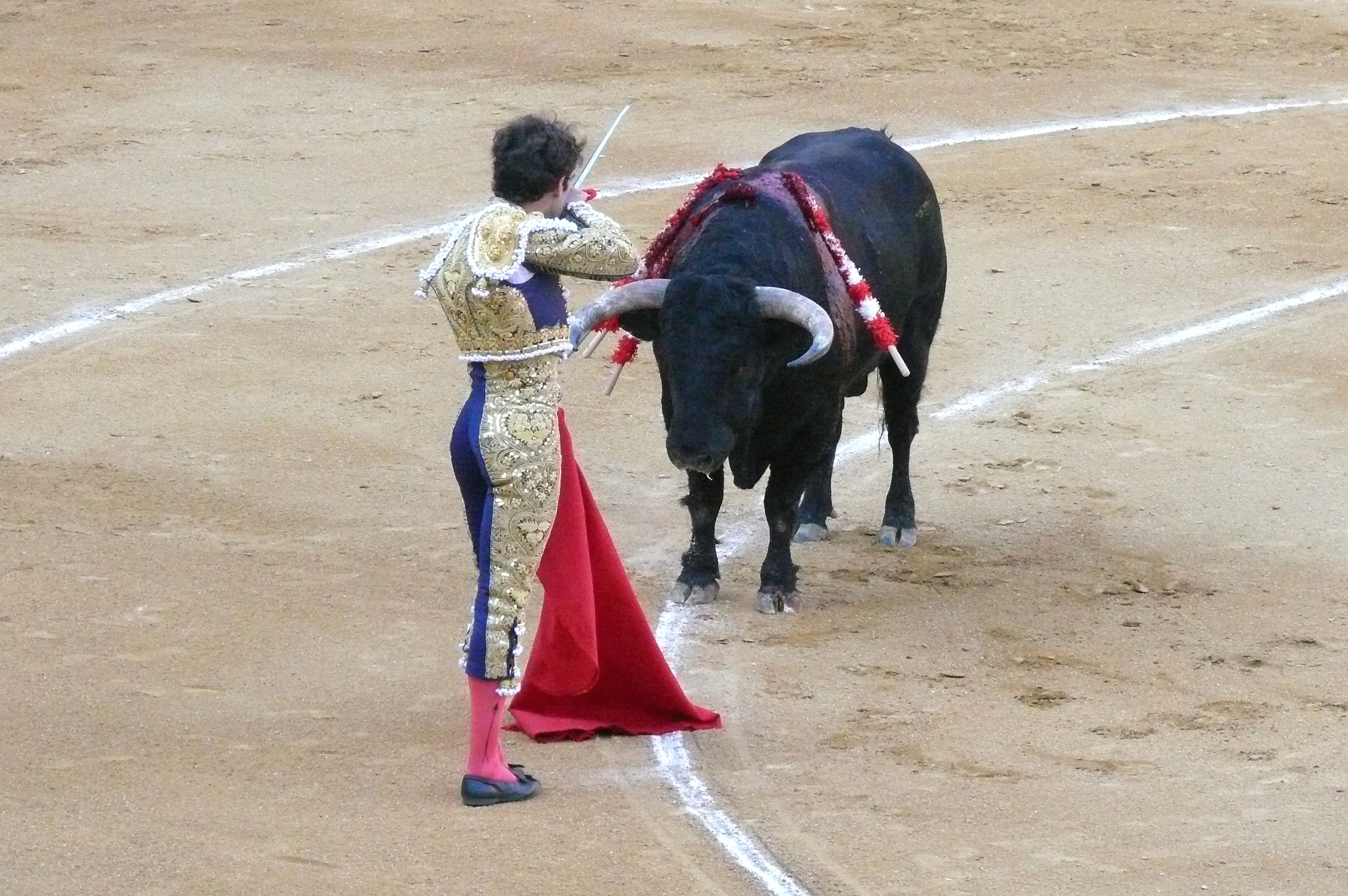
José Tomás entrando a matar. Sin ser ésta la suerte que mejor domina, ha matado muchos toros con gran eficacia.

José Tomás comenzó mal la temporada, pues tuvo discretas actuaciones en las ferias de Castellón, Valencia, donde no toreaba desde 1998, y Sevilla.
Sin embargo, su paso por la Feria de San Isidro le reconcilió con la afición madrileña. Salió por la puerta grande en la primera de sus apariciones tras cortarle las dos orejas a un toro de Martelilla y tuvo una buena actuación en la segunda.
Otros triunfos los lograría en las plazas de Jerez (oreja y oreja), Valladolid (dos orejas) y Toledo (dos orejas), Valladolid (dos orejas) y Granada (dos orejas), El Puerto de Santa María (dos orejas), Málaga (oreja y oreja), Ciudad Real (oreja y oreja), Cuenca (dos orejas), San Sebastián de los Reyes (dos orejas), Linares (dos orejas), Almería (dos orejas), Palencia (oreja y oreja), Valladolid (dos orejas) y Salamanca (tres orejas).
Sin embargo, la temporada fue irregular para José Tomás. Una grave cogida sufrida en Badajoz le obligó a estar un mes sin torear y, desde el entorno del torero, se comentaba el cansancio que tenía por tantos percances, así como su hartazgo ante la presión mediática. Además, con media entrada de público, había escuchado pitos en su segunda actuación en la Monumental de Barcelona, una de las plazas donde más triunfos había logrado.
Notó la presión del público en más ocasiones, como en Murcia, donde escuchó una fuerte bronca el 16 de septiembre, en la que sería su última comparecencia, pues dos días después se anunciaría de forma inesperada que no torearía en España el año siguiente y las corridas que tenía pensado celebrar en México finalmente no llegaron a producirse. El balance de la temporada fue inferior al de las campañas anteriores, al cortar 44 orejas en 49 corridas.

### Reaparición en 2007

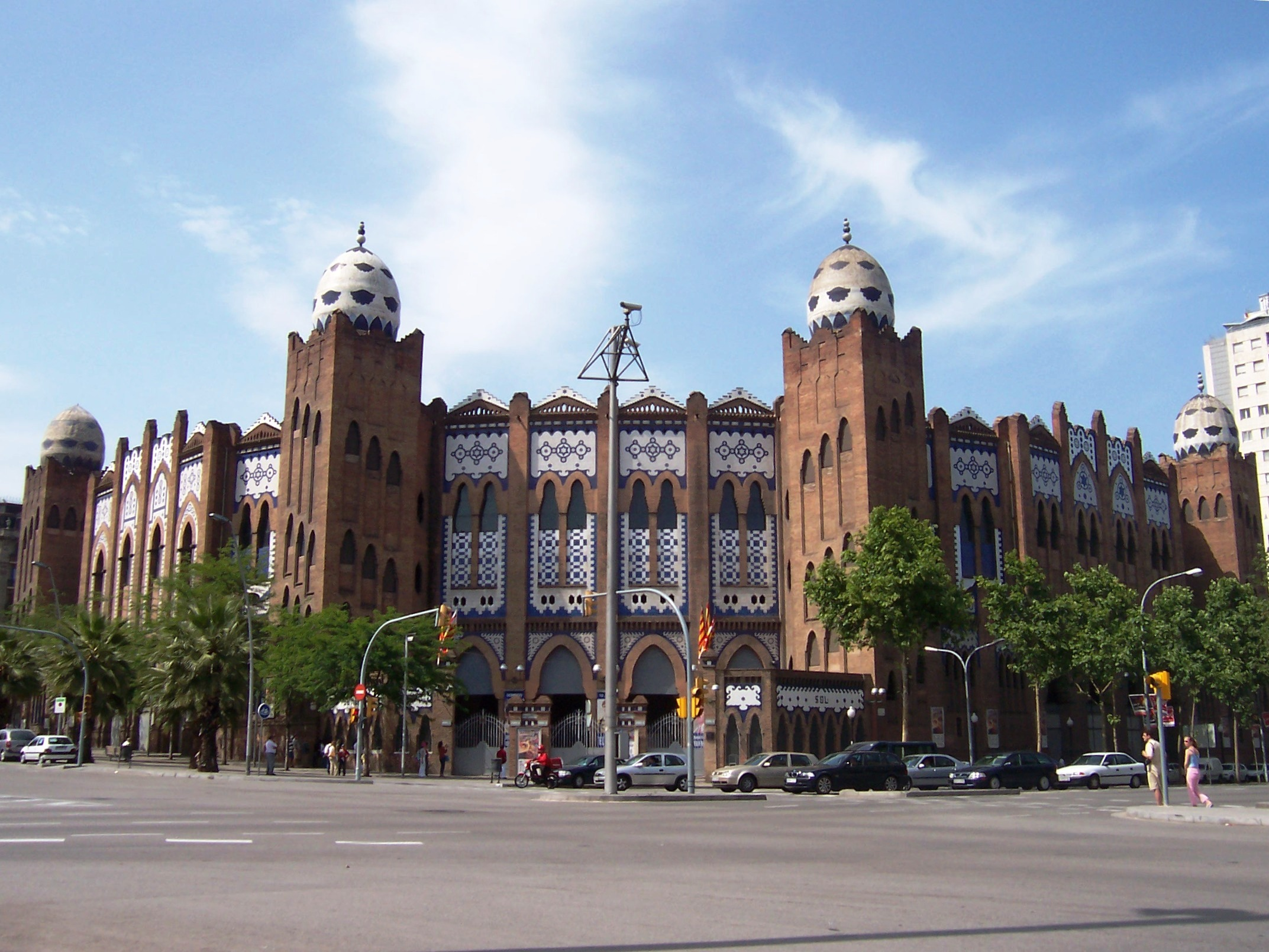
José Tomás eligió para su reaparición la Monumental de Barcelona, de donde ha salido a hombros en 15 ocasiones, en lo que se consideró un gesto de apoyo a las corridas de toros en Cataluña.

José Tomás fue fiel a su hermetismo y apenas se dejó ver en actos públicos durante los cuatro años y nueve meses que duró su retiro. Tras numerosas especulaciones y peticiones de regreso, el 1 de marzo de 2007 anunció su reaparición en la Plaza de toros Monumental de Barcelona, hecho que levantó una inusitada expectación.
El día 17 de junio de 2007, con el coso barcelonés lleno por primera vez desde 1985, el diestro madrileño sembró una faena memorable, en opinión de los críticos y aficionados, cortando tres orejas y saliendo a hombros por la puerta grande. Al respecto, la crónica de El Mundo señaló que «José Tomás estuvo a la altura, a su altura. Trae a los ruedos la emoción intrínseca a su toreo» y la crónica de El País describía así uno de los rasgos fundamentales de su toreo: 

Se estuvo quieto, pero sobre todo estuvo silencioso. Y ésa es clave fundamental en su toreo: un silencio poético y misterioso, un tanto hermético, más fácil de percibir que de entender, el silencio granítico y frío de Galapagar trasladado al silencio insondable del mar Mediterráneo. Un silencio que estremece, porque no rehúye el silencio que merodea la muerte. Pero lo torea.
El País, 18-06-2007.

José Tomás, apoderado por Salvador Boix, escritor, músico y amigo del torero, hizo quince paseíllos más a lo largo de la temporada en España y Francia, cuatro de ellos en plazas de primera categoría y los restantes en plazas de segunda. Son a destacar, en cuanto a trofeos obtenidos, sus actuaciones en Algeciras (dos orejas), Dax (tres orejas), San Sebastián (tres orejas), Málaga (oreja y oreja), Almería (dos orejas), Linares (dos orejas), Salamanca (tres orejas), Murcia (cuatro orejas) y Nimes (tres orejas).
Cortó un total de 32 orejas en un regreso que, además de centrar la actualidad taurina y motivar columnas de escritores muy diversos, fue seguido con especial atención por los medios informativos generalistas, que realizaron reportajes sobre la figura del torero y difundieron ampliamente imágenes como las espectaculares cogidas que sufrió en Málaga y en Linares el día del LX Aniversario de la muerte de Manolete.
Hizo campaña americana, en la que lo más destacable lo logró el 4 de noviembre, al salir a hombros por primera vez como matador de la Plaza México, la misma en la que había tomado la alternativa doce años antes. La corrida fue televisada (aunque no en España) y la prensa mexicana elogió su faena, pero también fue muy crítica, dos semanas más tarde, con los toros elegidos para su presentación en Guadalajara, por su pequeñez y falta de fuerza. Ya en 2008 salió a hombros en Aguascalientes tras cortar dos orejas.

### Temporada 2008
En 2008 José Tomás siguió la tónica de la temporada anterior, llenando casi siempre las plazas en las veinte corridas que toreó y alternando en muy pocas ocasiones con los matadores situados en los primeros puestos del escalafón.
Un año más estuvo ausente de plazas importantes como las de Sevilla, Pamplona, Bilbao y Zaragoza. Sí se produjo su regreso a la Monumental de las Ventas, donde el 5 de junio, después de treinta y seis años sin que un torero cortase cuatro orejas en esa plaza ante dos astados, consiguió tales trofeos con toros de Victoriano del Río. Con esta actuación acalló algunas de las críticas que estaba recibiendo en su reaparición, relacionadas con la escasa presencia de los toros que estaba lidiando y su ausencia de las plazas de mayor responsabilidad y, así, los medios informativos fueron unánimes al destacar la importancia de su faena. Un ejemplo está en la crónica de ABC, que contaba así su regreso:

José Tomás es el toreo. José Tomás es el toreo puro y absoluto. José Tomás convirtió su reencuentro con Madrid en una antología, en una página de oro de la Historia. [...] Las Ventas se rindió al toreo grande, a la tarde más redonda y pletórica de los últimos veinticinco años.
ABC, 06-06-2008.

Diez días después hizo de nuevo el paseíllo en Madrid, cortando tres orejas pero sin poder salir por la puerta grande por tener que ser atendido en la enfermería de las tres cornadas que recibió.

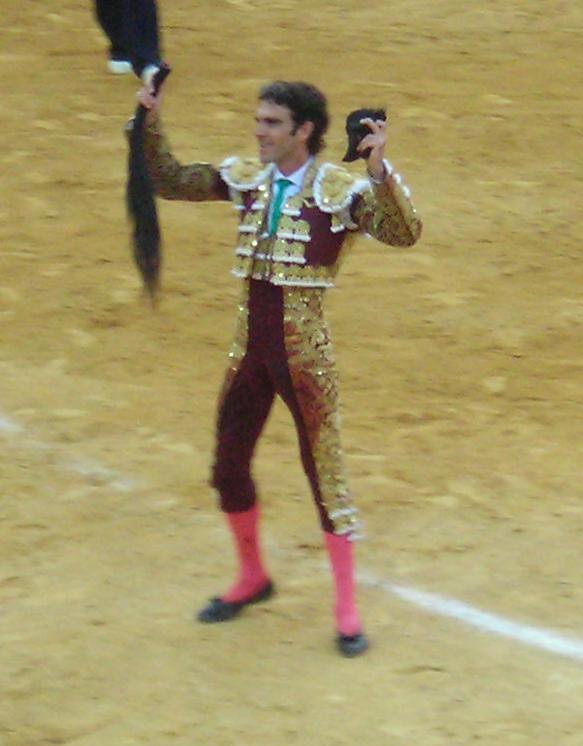
José Tomás pasea dos orejas y rabo en la Feria del Corpus de Granada de 2009, uno de los numerosos triunfos que ha conseguido tras su reaparición.

Con 42 orejas y 2 rabos cortados, cerró la temporada indultando en Barcelona al toro "Idílico", de Núñez del Cuvillo. Antes había logrado también salir a hombros de las plazas de Castellón (dos orejas), Málaga (tres orejas), Jerez (tres orejas), Granada (tres orejas y rabo), Córdoba (dos orejas), Pontevedra (tres orejas), de nuevo en Málaga (tres orejas), Cuenca (tres orejas), Linares (dos orejas), Salamanca (dos orejas) y Murcia (dos orejas).
Un año más marchó a América, saliendo a hombros en la Plaza México (oreja y oreja), León (oreja y dos orejas) y Bogotá (oreja y oreja), con un sonado fracaso en Guadalajara, donde salió abroncado ante la paupérrima presencia de los toros impuestos por el diestro de Galapagar.

### Temporada 2009
En el año 2009 José Tomás mostró una gran regularidad. Toreó 22 corridas, haciendo méritos para salir a hombros en 16 de ellas y yéndose sin cortar ningún apéndice en tan solo 2. En total logró 54 orejas, consiguiendo la relación "orejas cortadas/número de festejos" más alta de su carrera. Destacó también el hecho de que, a diferencia de lo sucedido en temporadas anteriores, no sufrió ninguna cornada.
Comenzó saliendo a hombros en sus siete primeras comparecencias: Castellón (oreja y oreja), Valencia (oreja y oreja), Málaga (oreja y oreja), Jerez (cuatro orejas), Córdoba (tres orejas), Nimes (tres orejas) y Granada (tres orejas y rabo). A estos triunfos se le sumarían los conseguidos posteriormente en Badajoz (cuatro orejas), Huelva (cuatro orejas), Gijón (tres orejas), Málaga (tres orejas), Almería (dos orejas), Linares (cuatro orejas) y Murcia (dos orejas).
Una fecha significativa fue la del 5 de julio, en la que, por primera vez en su carrera, se encerró con seis toros. Fue en la Plaza de toros Monumental de Barcelona y cortó un total de cinco orejas. Un año más, cerró la temporada en la misma plaza, cortando otras cuatro orejas.

### Temporada 2010
Tras cortar dos orejas en las tempraneras ferias de Olivenza y Castellón, y cortar la primera oreja de la historia de la nueva plaza de toros de Arnedo, el Arnedo Arena, el 24 de abril de 2010, José Tomás sufrió una de las peores cornadas de su carrera en la Feria de San Marcos de Aguascalientes, México. El suceso ocurrió en el último tercio de la faena cuando, al dar un pase de muleta, un toro de la ganadería de Pepe Garfias le asestó uno de sus pitones en la pierna izquierda propinándole una herida de 15 centímetros de profundidad, la cual le ocasionó una hemorragia al atravesar la vena femoral y la arteria ilíaca, debiendo recibir siete litros de sangre. El torero se vio obligado a cortar la temporada debido al déficit neurológico y motor que presentaba su miembro inferior izquierdo. 

## Relevancia histórica
José Tomás es uno de los toreros más importantes de finales del siglo XX e inicios del siglo XXI. Desde sus primeros años fue considerado un torero de corte clásico y, ya en agosto de 1998, José Carlos Arévalo, director de la revista 6Toros6, trazó una línea histórica que marcaba la evolución de la tauromaquia y que pasaba por José Gómez "Joselito", Belmonte, Chicuelo, Manolete y Paco Ojeda, considerando que terminaba el siglo con José Tomás, «un torero que lo resume y a la par anuncia el toreo por venir», y que había conseguido con menos de tres años de alternativa sintetizar los hallazgos técnicos de los anteriores.
Ha sido uno de los toreros preferidos por los aficionados y, antes de su retirada en 2002, diversos expertos ya hablaban de él como un torero de época o una figura de leyenda, llegando a compararlo con diestros como su ídolo Manolete y como Juan Belmonte. En su reaparición en 2007, que fue tratada incluso por diarios internacionales como The New York Times, The Wall Street Journal, Le Monde, The Times e Il Corriere della Sera, entre otros, fueron varios los medios que hablaron del «regreso del mito», uno de los calificativos que ha recibido entre otros como «quinto evangelista», «torero de otra galaxia» o «mesías del toreo».
Fenómeno de masas en el año de su reaparición, la expectación que ha generado trasciende al ámbito taurino y de sus actos se ha dicho que tienen connotaciones sociales y políticas, como el hecho de que reapareciese en Barcelona, ciudad declarada antitaurina en 2004, donde consiguió que volviesen a llenarse los tendidos, circunstancia que se ha repetido en casi todas sus apariciones desde su regreso. Por ello y porque ha conseguido que se hable de toros en medios no especializados, diversos analistas han señalado el bien que ha supuesto su vuelta para la tauromaquia.
En cuanto a la rivalidad con otros toreros de su tiempo, se ha escrito mucho acerca de la existente con Enrique Ponce, a lo que han contribuido las polémicas declaraciones que han pronunciado en alguna ocasión ambos toreros y la lucha en los despachos llevada a cabo por sus apoderados. El balance de trofeos en las 65 ocasiones que han toreado juntos es ligeramente favorable a José Tomás: 88 orejas y 3 rabos frente a 72 orejas y 2 rabos de Ponce. Sin embargo, a la hora de comparar su tauromaquia, las opiniones de críticos y escritores son muy diversas, y van desde quien sostiene que «la tauromaquia de Enrique Ponce es inferior en cada suerte a la de José Tomás», hasta quien ha opinado que «la tauromaquia de José Tomás consiste en salir a ceporrazo por tarde y dejarse engatillar la muleta un pase sí y otro también frente a la limpieza, buen gusto, despaciosidad, regularidad en el triunfo y conocimiento exacto de la técnica del toreo que pone en juego desde hace más de tres lustros el fenómeno de Chiva en todas las plazas del universo taurino».

## Tauromaquia de José Tomás

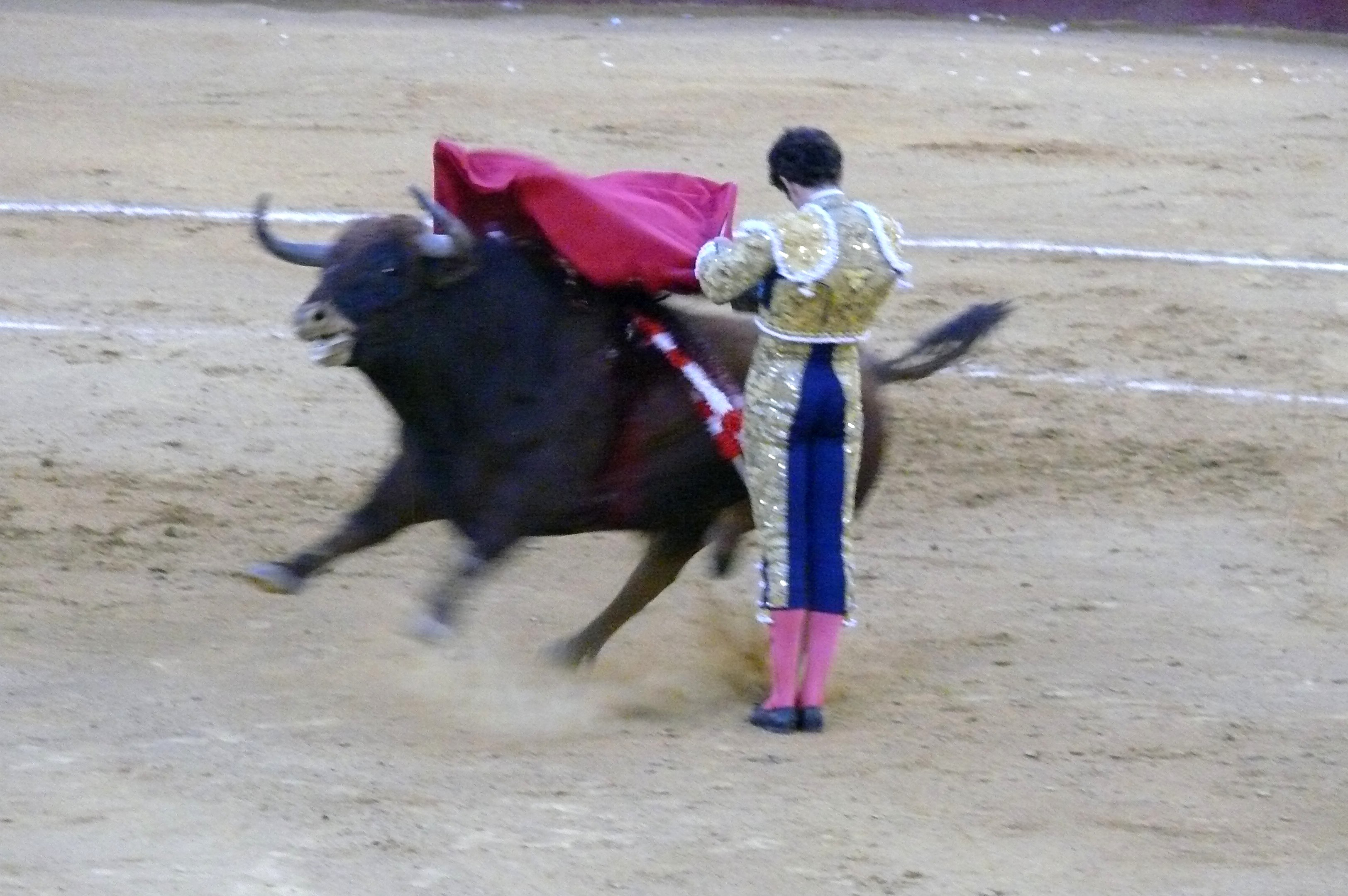
Estatuario a pies juntos de José Tomás. La quietud es una de las principales características de su tauromaquia.

José Tomás ha sido considerado un torero distinto, capaz de combinar en sus actuaciones estilo, compromiso, toreo hondo y regularidad.
Aunque no existe unanimidad a la hora de valorar la forma de torear de José Tomás, se trata de un torero que ha despertado admiración, tanto entre los aficionados como entre sus propios compañeros de profesión, por su valor, una de sus principales cualidades. El propio diestro ha manifestado que entiende el toreo como algo en lo que hay que arriesgar al máximo, y por ello se caracteriza por su entrega y por no rectificar el terreno que pisa y cree que debe ocupar, muy próximo al toro, lo que, en ocasiones, hace que sea cogido por su oponente.
Con el capote ha sabido imprimir intensidad a sus lances, como la chicuelina o la verónica, con la que ha demostrado que su toreo no solo está basado en el valor, sino que cuenta con grandes cualidades artísticas. Acostumbra asimismo a hacer quites por gaoneras, uno de los lances fundamentales de su tauromaquia, en las que transmite gran emoción por su hieratismo a pies juntos y la enorme proximidad del toro al pasar, por embarcarle en un viaje muy hacia los adentros del cuerpo, que expone muy de frente al citar.
Es frecuente que abra la faena de muleta con una serie de estatuarios, marcados por otros de sus sellos personales, la verticalidad y la quietud. Entremedias destaca su toreo al natural, ejecutado con gran pureza, y que constituye la base de su faena. Sus naturales de frente a pies juntos resultan de una emoción y belleza sublimes. En el toreo con la derecha es menos brillante pero muy eficaz y notable. Los pases de pecho, sobre todo los ejecutados a pies juntos, son de gran personalidad. Tiene pases de la firma para rematar sus series, de mano baja, muy plásticos. De manera complementaria, también practica el toreo de adorno, con pases como el trincherazo y, en ocasiones, torea por alto o da algún molinete. Como homenaje a Manolete, suele terminar con frecuencia sus faenas con manoletinas muy ajustadas.
No es un gran estoqueador, y de hecho ha perdido muchos triunfos por la espada, pero aun así ha sabido ejecutar la suerte de matar con el valor y la técnica necesarios para provocar la muerte del toro con eficacia.

## Críticas a José Tomás

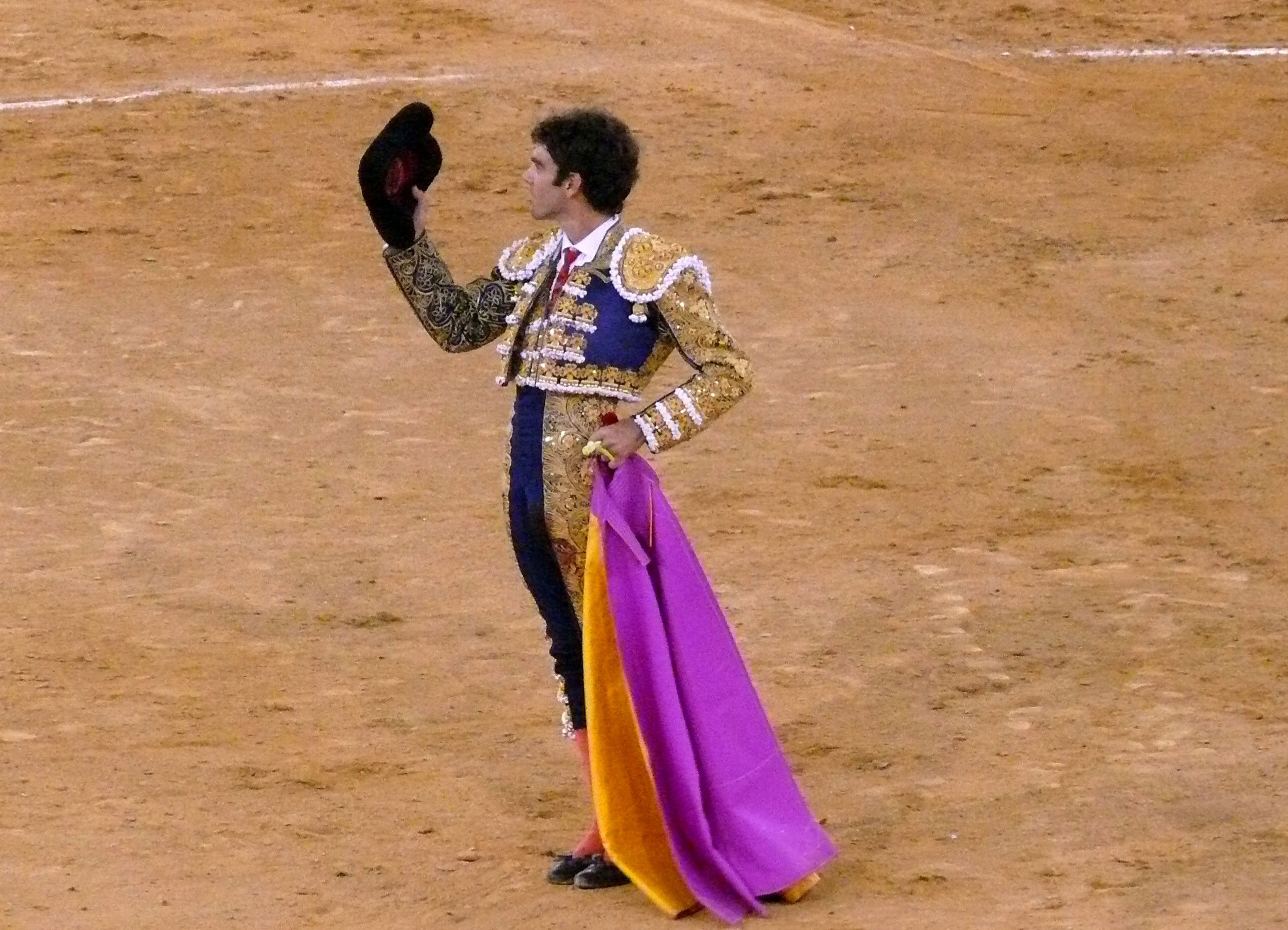
José Tomás cuenta con numerosos seguidores y detractores.

José Tomás ha despertado pasiones a favor y en contra. Su forma de torear ha sido objeto de numerosos elogios, pero su figura es controvertida y ha sufrido asimismo críticas de diversa índole.
Antes de su retirada en 2002, algunos medios de comunicación señalaban con frecuencia errores técnicos del diestro relacionados con aspectos como su colocación y los enganchones que sufría, acusándole de torpeza, de no ponerse en el mismo sitio que en sus primeros años, de no tener ambición, de estar obsesionado con el toreo vertical... En defensa del torero, el escritor Carlos Abella señala que estos mismos medios obviaban detalles técnicos cuando hablaban de otros rivales de José Tomás y apunta que era objeto de una campaña de descrédito motivada por sus exigencias a las empresarios y su escasa complacencia con los medios, donde intervinieron también los enemigos que tenía su apoderado Martín Arranz entre las empresas y otros apoderados.
Ha sido criticado por falta de técnica, puesto que en sus faenas han sido frecuentes los enganchones, los desarmes y los pases sucios en su concepción y ejecución. Además, esta sería la causa de las múltiples cogidas que ha sufrido, un asunto por el que se le ha acusado de tremendismo, de torear de manera suicida y de cometer muchos errores. El riesgo que asume en sus actuaciones ha llevado a algunos aficionados a declarar que lo pasan mal viéndolo torear. Incluso hay quien llegó a decir que salía al ruedo para que lo matase un toro, comentario calificado por el propio torero de «barbaridad».
José Tomás no torea en la Feria del Pilar desde 1997, en la Feria de Bilbao desde 1998, en la de San Fermín desde 1999, y en Sevilla desde 2002. Esta ausencia de algunos de los grandes acontecimientos taurinos ha sido también criticada y, por ello, se le ha acusado de no ejercer como un líder del toreo, pese a tener aptitudes para serlo. Muchas de estas ausencias se han explicado desde el entorno del torero por su negativa a ser televisado, pero por otro lado se ha señalado la contradicción de que sí se dejase televisar en México en 2007. Además, se han recordado hechos como su negativa a torear junto a César Rincón y Enrique Ponce en Bilbao en 1998, tres días después de una mala tarde en la misma plaza, justificado según el torero por una lesión que arrastraba, si bien sí que toreó al día siguiente en Málaga.
Nunca ha lidiado toros de Victorino, Miura, Dolores Aguirre, Palha o Cuadri, por citar algunas de las denominadas 'ganaderías duras'. Acusado de enfrentarse a toros pequeños, de escasa presencia y casta, especialmente desde su reaparición en 2007, un ejemplo de lo que se ha hablado acerca de este tema está en unas declaraciones que realizó Victorino Martín: «No quiero que mate mis toros, no sea que le pase algo y no quiero que suceda nada. [...] Me gusta como torero, sé que está todo el mundo loco con él,...».
Otra de las exigencias del torero a las empresas que también ha sido objeto de críticas es su deseo de no abrir ni cerrar cartel. De hecho, solo ha estado anunciado en primer lugar a lo largo de su carrera en tres ocasiones: en Algeciras en 1999 y en tres mano a mano con El Juli (Ávila, 2007), con Morante de la Puebla (El Puerto de Santa María, 2008) y con Joselito Adame (México, 2016). Además, desde su reaparición ha participado en algunas corridas en las que no estaban presentes las principales figuras del escalafón. Algunos críticos han afirmado que José Tomás rehúye la competencia, mientras que otros opinan que esta situación se debe realmente a los altos honorarios del torero, que obligan a muchos empresarios a contratar a toreros de bajo coste para cerrar los carteles.
En este mismo sentido, y en relación con la política empresarial tutelada por el diestro de Galapagar, a la hora de seleccionar dónde torea, con quién comparte cartel y qué ganaderías escoge para sus contadas comparecencias, ha despertado la crítica de buena parte del sector. Como se vio, una vez más, tras el anuncio de José Tomás de torear, en 2019, en la Plaza de toros de Granada.

## Personalidad de José Tomás

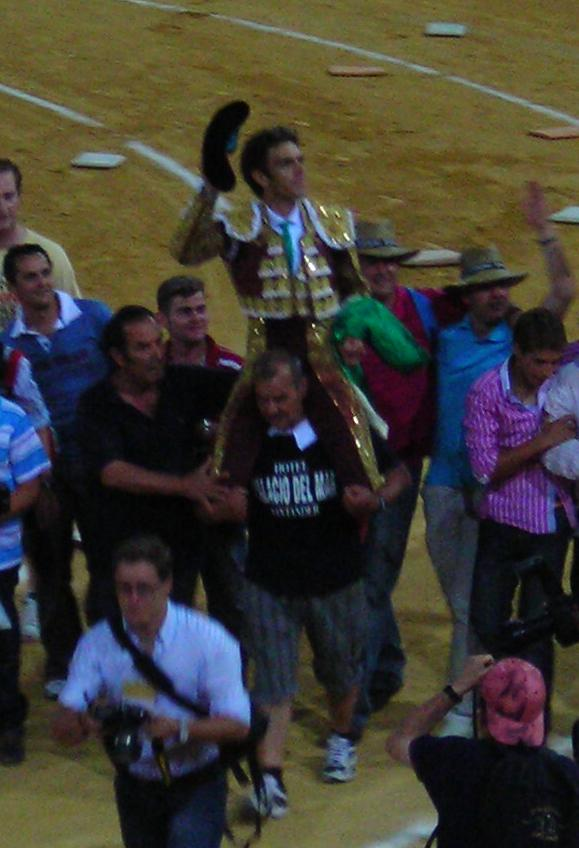
José Tomás a hombros. El torero se caracteriza por su gran serenidad, que mantiene hasta en los momentos de mayor éxito.

Al margen de su actividad taurina, José Tomás ha llamado la atención por su personalidad, sobre la que se han escrito artículos y obras como «Reflexiones sobre José Tomás», donde participaron personalidades del mundo de la cultura como Vicente Amigo, Albert Boadella y Joaquín Sabina.
Hombre callado e introvertido, es muy celoso de su privacidad y apenas tiene trato con los medios de comunicación, a los que casi nunca concede entrevistas ni permite que se televisen sus corridas. Se muestra distante con sus admiradores, aunque sin negarse tajantemente a firmar autógrafos y dejarse fotografiar. Su relación con la gente del mundo del toro es también escasa y, de hecho, desde su reaparición en 2007 está apoderado por el músico y escritor Salvador Boix, ajeno hasta entonces al negocio de los toros.
En los momentos previos al inicio de las corridas, también da muestras de su singular personalidad, sobre la que se ha dicho que es misteriosa, hermética y serena. A diferencia de otros toreros, no acude a la capilla ni se santigua antes del paseíllo. Prefiere apartarse de sus compañeros y de los periodistas presentes en el patio de cuadrillas, y ceremonias como la de liarse el capote las realiza sin ayuda de nadie.
Ha dado muestras de su preocupación por las injusticias, comprometiéndose con distintas causas, realizando diversas corridas benéficas y creando en 2009 una fundación que lleva su nombre.
Personas cercanas a él dicen que se caracteriza por su ansia de libertad, su independencia y su carácter solitario y reflexivo. Sin embargo, mientras que, para algunos, detrás de su actitud hay un hombre con una gran vida interior, para otros se trata simplemente de una campaña de marketing que buscaría atraer más al público.

## Estadísticas
En las siguientes tablas se recogen aspectos como el número de corridas toreadas por José Tomás, así como la posición que alcanzó en el escalafón de matadores de toros de cada año, los trofeos obtenidos (separados por la categoría de la plaza), los toreros con los que ha alternado en más ocasiones, las plazas en las que más ha toreado y las ganaderías que más ha lidiado.
Los datos se refieren exclusivamente a las corridas celebradas en España, Francia y Portugal.
Última actualización: 7 de noviembre de 2010.

### Corridas toreadas
| Temporada           | Posición en el escalafón | Festejos | Orejas | Rabos | Festejos en plazas | Festejos en plazas | Festejos en plazas | Orejas en plazas | Orejas en plazas | Orejas en plazas | Reses lidiadas |
| Temporada           | Posición en el escalafón | Festejos | Orejas | Rabos | 1.ª                | 2.ª                | 3.ª                | 1.ª              | 2.ª              | 3.ª              | Reses lidiadas |
| ------------------- | ------------------------ | -------- | ------ | ----- | ------------------ | ------------------ | ------------------ | ---------------- | ---------------- | ---------------- | -------------- |
| 1996                | -                        | 35       | 36     | 0     | 9                  | 10                 | 16                 | 4                | 11               | 21               | 70             |
| 1997                | -                        | 79       | 71     | 2     | 20                 | 34                 | 25                 | 10               | 30               | 31               | 158            |
| 1998                | 9.º                      | 72       | 91     | 6     | 16                 | 30                 | 26                 | 14               | 32               | 45               | 145            |
| 1999                | 14.º                     | 64       | 105    | 5     | 20                 | 28                 | 16                 | 26               | 42               | 37               | 129            |
| 2000                | 12.º                     | 55       | 95     | 1     | 17                 | 34                 | 4                  | 35               | 55               | 5                | 111            |
| 2001                | 25.º                     | 36       | 52     | 0     | 14                 | 19                 | 3                  | 16               | 27               | 9                | 69             |
| 2002                | 12.º                     | 49       | 44     | 0     | 19                 | 27                 | 3                  | 6                | 33               | 5                | 97             |
| 2007                | 59.º                     | 16       | 32     | 0     | 6                  | 10                 | 0                  | 14               | 18               | 0                | 32             |
| 2008                | 41.º                     | 20       | 42     | 2     | 8                  | 12                 | 0                  | 19               | 23               | 0                | 41             |
| 2009                | 28.º                     | 22       | 54     | 1     | 8                  | 14                 | 0                  | 23               | 31               | 0                | 49             |
| 2010                | 95.º                     | 4        | 5      | 0     | 1                  | 2                  | 1                  | 0                | 4                | 1                | 8              |
| 2011                | 56.º                     | 9        | 11     | 0     |                    |                    |                    |                  |                  |                  | 18             |
| 2012                | 90.º                     | 3        | 17     | 1     | 1                  | 2                  | 0                  | 11               | 6                | 0                | 11             |
| 2014                | 84.º                     | 3        | 7      | 0     | 1                  | 2                  | 0                  | 3                | 4                | 0                | 7              |
| 2016                | 54.º                     | 6        | 15     | 1     | 1                  | 5                  | 0                  | 1                | 14               | 0                | 11             |
| 2018                | 125.º                    | 1        | 2      | 0     | 0                  | 1                  | 0                  | 0                | 2                | 0                | 3              |
| 2019                | 109.º                    | 1        | 6      | 1     | 0                  | 1                  | 0                  | 0                | 6                | 0                | 4              |
| 2022                | 106.º                    | 2        | 5      | 0     | 0                  | 2                  | 0                  | 0                | 5                | 0                | 8              |
| Total en su carrera |                          | 477      | 690    | 20    | 141                | 233                | 94                 | 182              | 343              | 154              | 971            |

### Toreros con los que más ha alternado
| Torero                    | Corridas |
| ------------------------- | -------- |
| Joselito                  | 90       |
| Enrique Ponce             | 65       |
| Francisco Rivera Ordóñez  | 65       |
| Morante de la Puebla      | 47       |
| Finito de Córdoba         | 40       |
| El Juli                   | 39       |
| Manuel Díaz "El Cordobés" | 28       |
| Miguel Báez "El Litri"    | 27       |
| Vicente Barrera           | 26       |
| Manuel Caballero          | 25       |
| César Rincón              | 25       |

### Plazas en las que más ha toreado como matador
| Plaza de toros                 | Corridas |
| ------------------------------ | -------- |
| Monumental de Barcelona        | 23       |
| Las Ventas de Madrid           | 19       |
| Plaza de toros de Valladolid   | 17       |
| Plaza de toros de La Malagueta | 15       |
| Plaza de toros de Granada      | 13       |
| Plaza de toros de Almería      | 12       |
| Plaza de toros de Santander    | 11       |
| Plaza de toros de Salamanca    | 11       |
| Plaza de toros de Valencia     | 11       |
| Plaza de toros de Linares      | 10       |

### Toros que más ha lidiado
| Ganadería          | Toros |
| ------------------ | ----- |
| Núñez del Cuvillo  | 106   |
| Zalduendo          | 59    |
| El Pilar           | 35    |
| Juan Pedro Domecq  | 34    |
| Victoriano del Río | 34    |
| Garcigrande        | 31    |
| Jandilla           | 31    |
| Torrealta          | 28    |
| Parladé            | 21    |
| Torrestrella       | 20    |
| Luis Algarra       | 20    |
| Domingo Hernández  | 20    |
| El Torero          | 20    |

## Premios y distinciones

### Ferias
- Feria Virgen del Mar: «Capote de Paseo de Almería», otorgado por las autoridades de la provincia (1998).
- Feria de Linares: Trofeo «Manolete» a la mejor faena (1998, 2001 y 2007).[67]
- Feria del Señor de los Milagros: «Puntilla de Plata» (1998).
- Fiestas Colombinas: Trofeo «El Cabezo» al triunfador de las fiestas (1999); Triunfador de la feria (2009).[68]
- Feria de Málaga: «Estoque de Plata» al triunfador de la feria (1999, 2000, 2001, 2008 y 2009);[69] «Capote de Paseo» a la mejor faena (2009).[70]
- Feria de Córdoba: Premio «Mejor Faena» (2000 y 2009), Triunfador de la Feria (2009) y Trofeo Municipal Manolete (2009).[71]
- Feria del Corpus de Granada: «Capote de Plata» a la mejor actuación (2000) y Premio «Al detalle para el recuedo» por una de sus faenas (2009, 2019).[72][73]
- Feria del Caballo: Trofeo «Los Toros», de Cadena Ser Radio Jerez, al matador de toros que más se ha distinguido, y Gran Trofeo «Hotel Jerez» al Triunfador y a lo Más Excepcional de la Feria (2009).[74]

### Otros premios
- «Oreja de Plata» al mejor novillero de la temporada 1995, otorgada por Radio Nacional de España.
- Mejor matador de toros de 1998, concedido por la Real Federación Taurina.
- Premio «Cossío» al mejor matador de 1999, otorgado por la Real Federación Taurina.
- Premio al mejor matador de 1999 en Cataluña, otorgado por las Federación Catalana de Peñas Taurinas.
- Premio a la «faena más destacada» (1999) y al «Triunfador de la temporada» (1999, 2009),[75] otorgados por la Asociación de Críticos e Informadores Taurinos de Cataluña.
- Premio «Oreja de Mármol» de la Federación Taurina de Cataluña (concedido por primera vez a un matador) (2000).
- Premio «Paquiro» al acontecimiento taurino del año 2007, 2008, 2011 y 2012.[76][77][78]
- «Oreja de Oro» al triunfador de la temporada 2008, otorgada por Radio Nacional de España.[79]

### Distinciones
- Medalla de Oro al Mérito en las Bellas Artes, en 2007 (devuelta por el torero después de que se le concediese al año siguiente a Francisco Rivera Ordóñez).[80]
- Hijo predilecto de Galapagar.[81]
- Medalla de Oro de la Ciudad de Madrid.[82]
- Caballero Gran Cruz de la Orden del Dos de Mayo (02/05/2011).